# Vessillazione
La vessillazione (dal latino vexillatio, al plurale vexillationes) era un distaccamento della legione romana, utilizzato come una unità temporanea dell'esercito romano durante il Principato. A partire dal Dominato, invece, col termine di "vessillazione" si indicò una unità di cavalleria. Il termine "vexillatio" deriva dal vexillum, l'insegna recante il nome della legione madre portata dai distaccamenti. Era comandata da un praepositus o praefectus, che poteva essere un centurione, un primipilo o un ufficiale superiore.

## Storia

### Principato
Durante il Principato le vessillazioni venivano costituite all'occorrenza, per far fronte ad esigenze improvvise, come crisi sulle vaste frontiere dell'Impero romano o guerre civili, piuttosto che per formare gli eserciti da impiegare per le campagne offensive. L'impiego di più vessillazioni permetteva di ottenere unità in grado di adempiere a funzioni offensive e difensive senza sguarnire le frontiere spostando intere legioni: al termine dell'emergenza, ciascuna vessillazione ritornava alla propria legione di origine. Qualora le vessillazioni legionarie fossero inviate in una provincia governata da un procuratore, era lui a prendere il titolo straordinario di procurator pro legato. Proprio per la loro natura occasionale le vessillazioni variavano in numero di elementi, ma tipicamente erano costituite da 1000 legionari e/o 500 cavalieri, più, probabilmente, degli auxilia.

### Dominato
Con l'avvento del Dominato, il termine "vexillatio" passò a indicare le unità di cavalleria dell'esercito romano. Già ai tempi di Gallieno (253-268), durante le campagne militari si impiegavano vessillazioni di cavalleria, che formavano il nerbo del comitatus l'esercito ad alta mobilità introdotto durante la crisi del III secolo.

### Dalla Tetrarchia al V secolo
Con la riforma di Diocleziano ma soprattutto con quella di Costantino e dei suoi figli, le vessillazioni divennero unità standard: le vexillationes palatinae e quelle comitatentes erano nominalmente formate da 300 o 600 uomini. La Notitia dignitatum, un documento che riporta la disposizione delle unità militari all'inizio del V secolo, elenca ben 88 vessillazioni.